# Камилери-Валелата (Латина)
Камилери-Валелата је насеље у Италији у округу Латина, региону Лацио.
Према процени из 2011. у насељу је живело 1101 становника. Насеље се налази на надморској висини од 74 м.